# 馬爾伯里鎮區 (阿肯色州富蘭克林縣)
馬爾伯里鎮區（英語：Mulberry Township）是位於美國阿肯色州富蘭克林縣的一個行政鎮區。

## 地方資料
馬爾伯里鎮區的面積為59.40平方千米，當中陸地面積為59.27平方千米，而水域面積為0.13平方千米。根據2010年美國人口普查的數據，當地共有人口404人，而人口密度為每平方千米6.8人。